# 紫鳍燕鳐
紫鳍燕鳐（学名：Cypselurus spilonotopterus）为飞鱼科燕鳐属的鱼类，俗名点背燕鳐鱼、紫斑鳍飞鱼。分布于台湾高雄、恒春、新港、兰屿等。该物种的模式产地在苏门答腊。